# Een feestmaal voor kraaien
Een feestmaal voor kraaien (oorspronkelijke titel: A Feast for Crows) is het vierde deel in de epische fantasyserie Het lied van ijs en vuur van de Amerikaanse schrijver George R.R. Martin. Het verscheen voor het eerst in de Verenigde Staten in 2005 en werd wereldwijd positief onthaald.
Een feestmaal voor kraaien is het eerste boek in de serie dat debuteerde als nummer één op de New York Times-bestsellerslijst, iets dat alleen Robert Jordan en Neil Gaiman hem als fantasy-schrijvers voordeden. In 2006 werd het boek genomineerd voor een Hugo Award, de Locus Award en de British Fantasy Society Award.

## Inhoud
Er komt een einde aan de Oorlog van de Vijf Koningen. Robb Stark, Joffry Baratheon, Renling Baratheon en Balon Grauwvreugd zijn allen dood, en Koning Stannis Baratheon is naar de andere kant van de Muur gereisd, waar Jon Sneeuw tot de nieuwe Commandant van de Nachtwacht is gepromoveerd. Koning Tommen Baratheon, Joffry's acht jaar jongere broer, heerst nu over de Zeven Koninkrijken. Zijn moeder, Cersei Lannister, houdt hem in de gaten. Cerseis vader Tywin is dood, vermoord door zijn zoon Tyrion, die de stad is ontvlucht. 
Met beide mannen uit de weg zijn er geen lastposten meer voor Cersei over en grijpt ze naar de macht. Ondertussen verbergt Sansa Stark zich nog steeds in de Vallei, beschermd door Petyr Baelish, die zijn vrouw Lysa Arryn in het geheim heeft vermoord en zichzelf Beschermer van de Vallei noemt en beschermheer van de acht jaar oude Lord Robert Arryn.

## Point of View-personages
Een feestmaal voor kraaien heeft een totaal van 13 point of view-personages. In tegenstelling tot de vorige boeken zijn er veel meer minder belangrijke personages die nu een eigen verhaallijn krijgen.
- Proloog: Pat, een novice van de Citadel van Oudstee
- In Koningslanding:
  - Cersei Lannister, de Koningin en Regentes
  - Ser Jaime Lannister, Opperbevelhebber van de Koningsgarde.
- In het Noorden van de Zeven Koninkrijken
  - Brienne van Tarth, een jonge krijgsvrouw, die in opdracht van Jaime Lannister Sansa en Arya Stark zoekt
  - Alayne: Sansa Stark, verblijvend in het Adelaarsnest
- In Essos
  - Kat van de Kanalen: Arya Stark, die haar opleiding tot een Gezichtloze Man begint
  - Samwell Tarling, een Gezworen Broeder van de Nachtwacht
- In de IJzereilanden:
  - De Profeet, De Verdronken Man: Aeron Grauwvreugd, Profeet van de Verdronken God, en derde broer van Balon Grauwvreugd
  - De Dochter van de Kraken: Prinses Asha Grauwvreugd, dochter van Balon Grauwvreugd
  - De IJzeren Kapitein, De Zeerover: Prins Victarion Grauwvreugd, Kapitein van de IJzeren Vloot, tweede broer van Balon Grauwvreugd
- In Dorne:
  - De Kapitein van de Garde: Areo Hotah, gardekapitein van Doran Martel
  - De bezoedelde ridder: ser Arys Eikhart van de Koningsgarde
  - De Koninginnenmaker, De Prinses in de Toren: Arianne Martel, dochter van Prins Doran Martel, en opvolgster van Dorn